# Belkacem Grine
Belkacem Grine né le 27 mai 1927 au douar Kimmel et mort le 29 novembre 1954, est un militant indépendantiste algérien, combattant de la guerre d'indépendance algérienne.

## Biographie
Il prend le maquis en 1950, quatre ans avant le déclenchement de la Guerre d'Algérie, où il se forge une réputation de « bandit d'honneur ».
Sa photo et son signalement (« taille 1 mètre 64, yeux bleus, cheveux noirs ») sont affichés dans tous les postes de gendarmerie des Aurès, et sa tète est mise à prix pour un million de francs algériens, mort ou vif.
Il adhère en 1954, au MTLD de la région, puis à l'ALN. Il meurt au combat, le 29 novembre 1954 après un accrochage d'une dizaine d'heures, entre un groupe armé de vingt trois hommes qu'il commande et les parachutistes du 18e RCP de l'armée française.